# Gerhard Masur
Gerhard Masur (Berlín, 17 de septiembre de 1901 – Lynchburg, 21 de junio de 1975) fue un historiador alemán, profesor en la Universidad de Berlín y en Sweet Briar College.
Masur fue miembro del Freikorps en 1919-20 y participó en el golpe de Estado de Kapp. Más tarde simpatizó con el Partido Popular Alemán (DVP). Estudió historia, lengua y literatura alemanas, filosofía e historia del arte en la Friedrich-Wilhelms-Universität de Berlín y en la Philipps-Universität de Marburgo. En 1925 se doctoró con Friedrich Meinecke en Berlín con la tesis "Concepto de Ranke sobre la historia del mundo". En 1930 se habilitó como profesor universitario con un trabajo sobre el filósofo del derecho Friedrich Julius Stahl.
Debido a su ascendencia judía, Masur tuvo que emigrar a Colombia vía Suiza en 1935. De 1936 a 1938 trabajó en el Ministerio de Educación colombiano en Bogotá. A partir de 1938 ejerció allí como profesor y director del Departamento de Filología e Idiomas de la Escuela Normal Superior. Desde allí emigró a Estados Unidos en 1947. Fue profesor de historia en el Sweet Briar College de Virginia hasta 1966. Durante el curso académico 1965-66 fue profesor visitante en la Universidad Libre de Berlín. De 1966 a 1968 fue profesor visitante en la Universidad de California en Los Ángeles. A lo largo de su vida, Masur fue un representante de la Historia de las ideas inspirada por Meinecke.
Fue autor de obras como Rankes Begriff der Weltgeschichte (Druck und Verlag von R. Oldenbourg, 1926), sobre Leopold von Ranke, Friedrich Julius Stahl. Geschichte seines Lebens. Aufstieg und Entfaltung. 1802—1840 (Verlag von E. S. Mittler & Sohn, 1930), sobre Friedrich Julius Stahl, Simon Bolivar (The University of Chicago Press, 1948), una biografía de Simón Bolívar, Prophets of Yesterday: Studies in European Culture, 1890-1914 (Macmillan, 1961), Nationalism in Latin America (Macmillan, 1966), Gescheben und Geschichte, Aufsätze und Vorträge zur europäischen Geistesgeschichte (Colloquim Verlag, 1971), o Imperial Berlin (1971), entre otras.